# Wirtschaftsgebäude Amtsfreiheit 13
Das ehemalige Wirtschaftsgebäude Amtsfreiheit 13 in Bassum im Vorwerk stammt aus dem  19. Jahrhundert. Es wird heute als Seminar- und Tagungshaus des Schulungszentrums Die Freudenburg genutzt.
Das Gebäude ist ein Baudenkmal in Bassum.

## Geschichte
Das eingeschossige L-förmige Fachwerkgebäude mit Steinausfachungen und Walmdach steht innerhalb der historischen Befestigungen (Wall und Graben) als Teil des Ensembles des nicht erhaltenen früheren Schlosses (Burg bzw. Vogteifeste) Freudenberg, zu dem auch Amtsschreiberei (16. Jahrhundert), Gerichtsschreiberei, Amtsschreiberstube mit Verlies (14. Jahrhundert) gehören.
Die Freudenburg als städtische Tagungsstätte mit den Seminar- und Tagungsräumen entstand von 1990 bis 1993 in Gebäuden des Amtshofes Bassum des Amtes Freudenberg. Die Volkshochschule des Landkreises Diepholz nutzt seit 2006 dieses Zentrum. Es wurde deshalb Mitglied im Arbeitskreis deutscher Bildungsstätten.
Eine alte Durchfahrtscheune steht südwestlich, eine öffentliche Toilette nordwestlich, die Skulptur Der Wächter auf dem Vorplatz und eine alte Holzpumpe im südöstlichen Bereich des Gebäudes.